# Тето Барлот (Кунео)
Тето Барлот је насеље у Италији у округу Кунео, региону Пијемонт.
Према процени из 2011. у насељу је живело 2 становника. Насеље се налази на надморској висини од 979 м.